# The Streets of Cairo
The Streets of Cairo är en välkänd melodi i USA. Originalversionen skrevs av Sol Bloom. Sången spelades in som "They Don't Wear Pants in the Southern Part of France" av John Bartles.
|  |
|  |